# Lacrymatoire

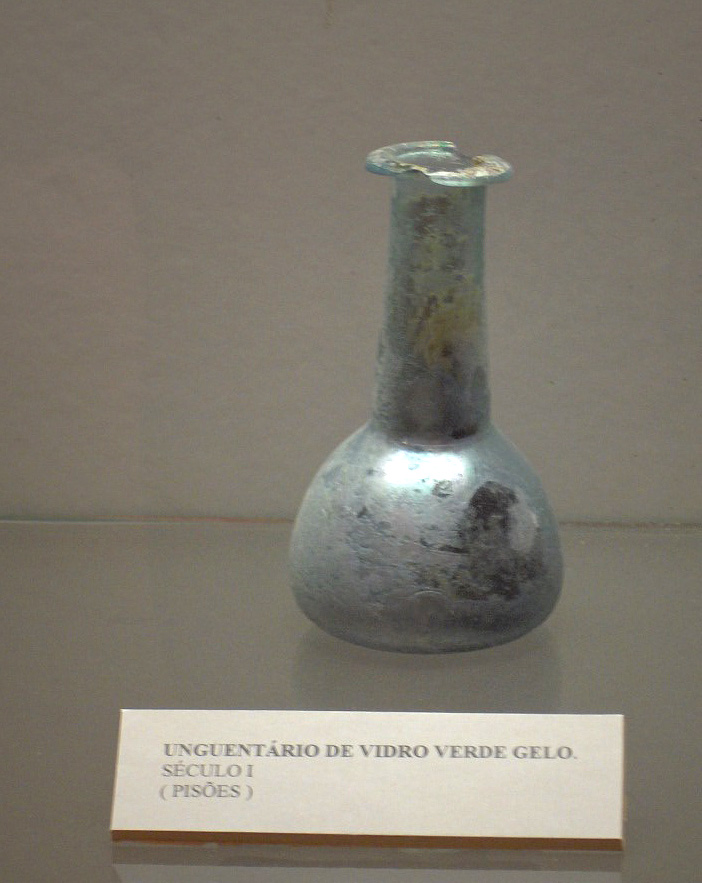
Lacrymatoire, musée de Beja (Portugal).

Un lacrymatoire (du latin « lacrima », « larme ») est une sorte de récipient de terre cuite ou, plus fréquemment, de verre, trouvé dans des tombeaux romains et grecs tardifs, dont on a pensé qu'ils étaient des bouteilles dans lesquelles les parents du défunt avaient laissé tomber leurs larmes. Ils contenaient plus vraisemblablement des onguents et la découverte de tant de ces récipients dans des tombeaux est due à l'utilisation d'onguents aux cérémonies d'obsèques.
Ces lacrymatoires ont la forme d'un fuseau ou d'un flacon avec un long col et un corps en forme d'ampoule. 
Le nom de ces petits flacons est dérivé des glandes lacrymales qui sécrètent les larmes. 
Les onguents mentionnés par l'article de l'Encyclopædia Britannica étaient sans doute des pâtes parfumées semblables aux parfums non liquides ou aux crèmes parfumées d'aujourd'hui. Il existe des indications historiques selon lesquelles les proches recueillaient leurs larmes lors d'un deuil en signe d'amour du disparu, mais nulle part de façon aussi usuelle que ce qu'on attribue aux Romains. 

### Sources
- Hugh Chisholm, Encyclopædia Britannica, Cambridge University Press, 1911 (11e édition)